# Kolossváry Ödön
Kolossváry Ödön (Kolozsváry Ödön) (Veszprém, 1857. augusztus 4. – Budapest, 1921. július 9.) magyar mérnök.

## Életpályája
Alsóbb iskoláit Veszprémben végezte el. 1881-ben állami szolgálatba lépett Szentesen; előbb a folyammérnökségnél, majd kerületi felügyelői minőségben dolgozott. A műegyetemet Budapesten és Grazban végezte el 1885-ben. 1885-ben elvégezte a magyaróvári Gazdasági Akadémiát is. 1889-ben Hollandiában és Németországban volt tanulmányúton. 1893-ban a Földművelésügyi Minisztérium Országos Vízépítészeti és Talajjavító Hivatalához került. 1898-ig dolgozott itt; utóda Bogdánfy Ödön volt. 1919-ben nyugdíjba vonult.
Az Alföld öntözésének kérdéseivel foglalkozott. Tervei nagy szerepet játszottak az alföldi öntözőművek megvalósításában.

## Családja
Szülei: Kolossváry József (1817–1890) és Nedeczky Mária (1825–1860) voltak. Testvére, Kolossváry Endre (1858–1938) gépészmérnök, Kolossváry József (1851–1926) alispán és Kolossváry Dezső (1854–1919) katona volt.

## Művei
- Alföldünk öntözése (Budapest, 1899)[7]
- Les travaux de regularisation (Budapest, 1900)
- Magyarország mederrendező és árvédelmi munkálatainak fejlődése 1899-ig (Budapest, 1905)